# Marcus Aemilius Lepidus (Prätor 218 v. Chr.)
Marcus Aemilius Lepidus war ein Politiker und Senator im 3. Jahrhundert v. Chr. in der römischen Republik. Er war wohl der Vater des erfolgreichen M. Aemilius Lepidus.

## Werdegang
Er wurde im Jahre 218 v. Chr. ins Amt des Prätors gewählt und scheiterte zwei Jahre später mit seiner Bewerbung um das römische Konsulat. Mögliche weitere Ämter waren die des preator suffectus 216 v. Chr. und preator peregrinus 213 v. Chr. Laut Livius bekämpfte Lepidus während seiner politischen Karriere die Ausbreitung fremder Kulte.